# بيتر بينس
بيتر بينس (بالمجرية: Péter Bence)‏ هو عازف بيانو وملحن مجري، ولد في 5 سبتمبر 1991 في دبرتسن في المجر.

## وصلات خارجية
- الموقع الرسمي
- بيتر بينس على موقع IMDb (الإنجليزية)
- بيتر بينس على موقع ميوزك برينز (الإنجليزية)